# Cornelia Funke
Cornelia Funke ([kɔʁˈneːli̯a ˈfʊŋkə]; Dorsten, 10 dicembre 1958) è una scrittrice tedesca.
Si è fatta conoscere nel mondo grazie al libro Il re dei ladri, da cui è tratto l'omonimo film, e con la Trilogia del mondo d'inchiostro (Cuore d'inchiostro, da cui è tratto il film Inkheart, Veleno d'inchiostro e Alba d'inchiostro). Attualmente sta lavorando alla serie Il Mondo Oltre lo Specchio, aperta con Reckless - Lo specchio dei mondi e seguita da Fearless - Il mondo oltre lo specchio e Heartless - Il nemico immortale e che proseguirà con altri due libri.
Il suo lavoro spazia principalmente nei generi fantasy e avventura.

## Biografia
Cornelia Funke è nata nel 1958 nella città tedesca di Dorsten. Da bambina voleva diventare astronauta oppure pilota, successivamente però ha deciso di studiare pedagogia all'Università di Amburgo. Dopo aver finito gli studi, ha lavorato per tre anni con bambini socialmente svantaggiati. Per un periodo illustrò libri, ma iniziò ben presto a scrivere le sue storie.
Tra la fine degli anni ottanta e gli anni novanta si impose in Germania con due serie per bambini, intitolate Gespensterjäger e Wilde Hühner. Ottenne grande successo con i libri Il cavaliere dei draghi (1996), ed Il re dei ladri (2000, tradotto in italiano nel 2004). Il romanzo che l'ha lanciata è stato però Cuore d'inchiostro, che ha vinto il premio BookSense Book of the Year Children's Literature nel 2003. Cuore d'inchiostro è la prima parte di una trilogia che continua con Veleno d'inchiostro (2005), anche questo vincitore del premio BookSense Book of the Year Children's Literature.
I suoi libri hanno ottenuto un tale successo che nel 2005 il Time l'ha inserita nella classifica dei "100 artisti più influenti del mondo", definendola “la J. K. Rowling tedesca”. Nel 2010 ha pubblicato Reckless.
Cornelia Funke ha sposato il tipografo Rolf Funke nel 1981, morto di cancro nel 2006. Hanno avuto due figli, nel 1989 Anna e nel 1994 Ben. Hanno vissuto ad Amburgo fino a maggio 2005, quando si sono trasferiti a Los Angeles. Nel libro Mondo d'inchiostro si può leggere nei ringraziamenti:
migliore che mi potesse capitare.»
Dita di Polvere, personaggio del Mondo d'inchiostro, è quindi la trasposizione fantastica del reale marito della Funke.
Molto amica dell'attore Brendan Fraser, gli ha dedicato il libro Veleno d'inchiostro (2009).

## Opere

### Romanzi singoli
- Il cavaliere dei draghi (Drachenreiter, 1987)
- Igraine Senzapaura (Igraine Ohnefurcht, 1998)
- Il re dei ladri (Herr der Diebe, 2000)
- Il cavaliere fantasma (Geisterritter, 2013)

### Tetralogia del Mondo d'Inchiostro(Tintenwelt)
1. Cuore d'inchiostro (Tintenherz, 2003)
2. Veleno d'inchiostro (Tintenblut, 2005)
3. Alba d'inchiostro (Tintentod, 2007)
4. Vendetta d'inchiostro (2023)

- La trilogia del Mondo di inchiostro (2014)
Edizione che racchiude i primi 3 volumi, con 3 racconti inediti (tutti scritti nel 2014) intitolati: Orfeo, Cinque anni dopo... e Il libro argentato, con una nuova prefazione.

### Il Mondo oltre lo Specchio(Reckless)
1. Reckless - Lo specchio dei mondi (Reckless. Steinernes Fleisch, 2010)
2. Fearless - Il mondo oltre lo specchio (Reckless. Lebendige Schatten, 2012)
3. Heartless - Il nemico immortale (Reckless. Das goldene Garn, 2015)
4. Reckless. Auf silberner Fährte (2020)

### Le galline selvatiche (Die Wilden Hühner)
- Le galline selvatiche - La banda della piuma morbida (Die Wilden Hühner, 1993)
- Le galline selvatiche - Una gita scolastica indimenticabile (Die Wilden Hühner auf Klassenfahrt, 1995)
- Le galline selvatiche - Allarme volpe! (Die Wilden Hühner, Fuchsalarm, 1998)
- Die Wilden Hühner und das Glück der Erde (2000)
- Die Wilden Hühner und die Liebe (2003)

## Riconoscimenti
- 1998: Kalbacher Klapperschlange per Drachenreiter (Il cavaliere dei draghi)
- 2000: Wildweibchenpreis; La vache qui lit per Herr der Diebe (Il re dei ladri)
- 2001: Kalbacher Klapperschlange per Herr der Diebe; Preis der Jury der jungen Leser per Herr der Diebe
- 2002: Evangelischer Buchpreis per Herr der Diebe
- 2003: Premio letterario Corine per Herr der Diebe; Mildred L. Batchelder Award per Herr der Diebe; Nordstemmer Zuckerrübe per Kleiner Werwolf
- 2004: Preis der Jury der jungen Leser per Tintenherz (Cuore d'inchiostro); Phantastik-Preis der Stadt Wetzlar per Tintenherz; Kalbacher Klapperschlange per Tintenherz; Book Sense Children's Literature Award per Cuore d'inchiostro
- 2005: Book Sense Children's Literature Award per Tintenblut (Veleno d'inchiostro)
- 2008: Premio Roswitha[4]

Cornelia Funke è stata inoltre votata nella lista delle 100 persone più influenti del 2005 dal Time e nel 2006, ha vinto la Sakura Medal, assegnatale dalla International Students of Japan per il suo libro Il cavaliere dei draghi.